# Bemarivo
Bemarivo je řeka na Madagaskaru. Protéká regionem Sava na severovýchodě ostrova. Je dlouhá 140 km a její povodí zaujímá plochu 5 400 km². Název toku pochází z malgašských slov „be“ (velký) a „marivo“ (mělký).
Řeka pramení v pohoří Tsaratanana v nadmořské výšce přes dva tisíce metrů, teče východním směrem a vlévá se do Indického oceánu severně od Sambavy. Významnými přítoky jsou Androranga a Andzialava. Na pravém břehu leží město Nosiarina a nedaleko něj řeku překračuje silnice RN 5a z Antalahy do Ambilobe. V oblasti kolem Bemariva se pěstuje vanilovník a kávovník. Tok řeky tvoří severní hranici území, které obývá etnikum Betsimisaraka. Na horním toku řeky se nachází národní park Marojejy s početnou populací lemurů.